# Pentace macrophylla
Pentace macrophylla är en malvaväxtart som beskrevs av George King. Pentace macrophylla ingår i släktet Pentace och familjen malvaväxter. Inga underarter finns listade i Catalogue of Life.